# Margarita Fútbol Club
Margarita Fútbol Club fue un equipo de fútbol profesional con sede en la ciudad de Pampatar, en la isla de Margarita. Participó en la Segunda División de Venezuela, torneo organizado por la Federación Venezolana de Fútbol. Disputó sus partidos de local en la Ciudad Deportiva, ubicada en el eje Pampatar-Porlamar, Estado Nueva Esparta, con capacidad para 4500 personas.

## Historia
El Margarita Fútbol Club fue una iniciativa de la Fundación Canelón, de la mano de Leonel Canelón, quien ocupó el cargo de presidente del club. El club se fundó en el año 2011. En 2019, el equipo culminó con sus actividades deportivas.

## Símbolos

### Escudo
El escudo del equipo está conformado por dos cuarteles: el superior en fondo de rayos concéntricos dorados alternados por contrastes, con las siglas y el nombre del club; mientras que el inferior se presenta en entramado de azules verticales contrastantes, con una corona en representación de la Virgen del Valle, patrona de los orientales, y tres estrellas que simbolizan las islas que conforman el estado Nueva Esparta, (Margarita, Coche y Cubagua).

### Uniforme
El color de la vestimenta de local es de rayas verticales azules y amarillas, con short azul y medias azules, y el de visitante es de franela blanca, short azul y medias blancas. 

## Datos del club
- Temporadas en 1.ª División: 0
- Temporadas en 2.ª División: 4 (2014-15, Torneo de Adecuación 2015, 2016, 2017, 2018 -)
- Temporadas en 3.ª División: 3 (2012, 2012-13, 2013-14)

## Fútbol Femenino
Margarita Fútbol Club (femenino)

## Entrenadores
. Eder Mancilla 
. Oscar Fernando Cruz
. Ever Javier  Miranda

. José Hernández